# Tye (Teksas)
Tye je grad u američkoj saveznoj državi Teksas. Prema popisu stanovništva iz 2010. u njemu je živjelo 1.242 stanovnika.